# Production d'ananas en Côte d'Ivoire
 (juin 2025).

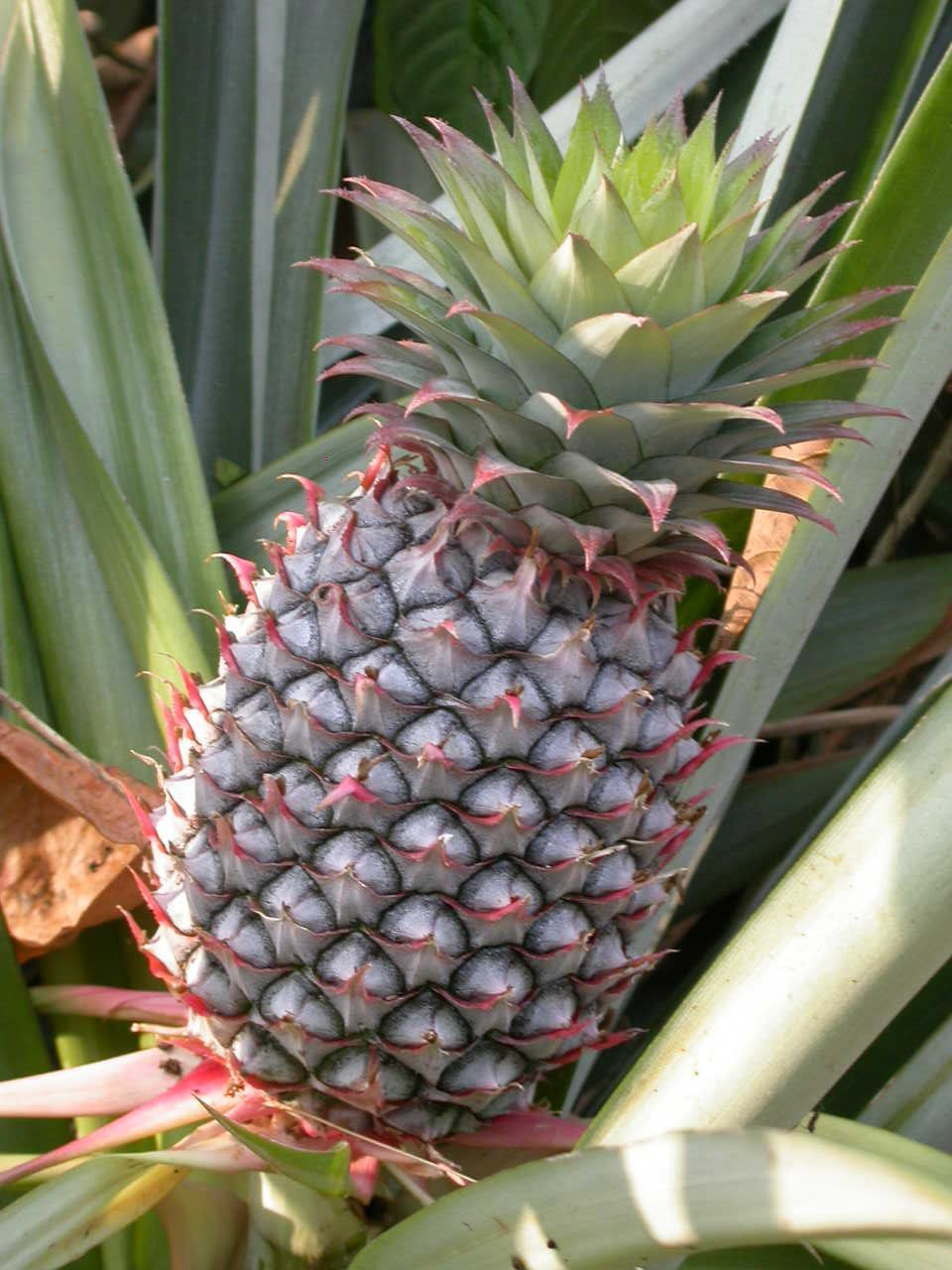
Un ananas, sur sa plante mère

La production d’ananas en Côte d’Ivoire joue un rôle central dans l’économie agricole du pays et permet à celui-ci de dominer le commerce de l’ananas frais. L'exportation de produits à base d'ananas a commencé pendant la période coloniale de la Côte d'Ivoire, lorsque deux usines de transformation ont été créées avec l'aide étrangère.

## Histoire
Lorsque la Côte d'Ivoire a obtenu son indépendance, les exportations de produits à base d'ananas représentaient moins de la moitié de celles de produits à base de banane.  Au cours des années 1960 et 1970, les exportations ont augmenté régulièrement et, au début des années 1970, le nombre d’exportations d’ananas avait dépassé celui des exportations de bananes. Dans les années 1980, la Thaïlande a commencé à concurrencer la Côte d’Ivoire, poussant les prix mondiaux à la baisse. Les réformes économiques en Côte d'Ivoire ont réduit les subventions accordées à plusieurs entreprises d'État et en ont fermé d'autres, notamment Corfruitel, l'entreprise parapublique chargée de la commercialisation des fruits, comme les ananas. À cette époque, la plupart des exportations d’ananas étaient des ananas en conserve ou du jus d’ananas. Pour les raisons évoquées ci-dessus, les exportations de ces deux produits avaient pratiquement disparu en 1990.
À cette époque, une grande partie de l’industrie ivoirienne de l’ananas s’est tournée vers l’ananas frais. Dans une démarche très avantageuse, elle les exporta vers l'Europe par fret maritime, en utilisant les mêmes cargos réfrigérés que ceux utilisés pour les bananes. La Côte d’Ivoire a autrefois détenu un quasi-monopole sur le marché mondial de l’ananas frais, même si elle ne bénéficie plus de ce statut depuis que le Costa Rica, le Honduras, le Ghana et d’autres fournisseurs ont commencé à développer leur part de l’industrie.

## Agriculture et production
La Côte d'Ivoire est le premier pays producteur d'ananas en Europe, fournissant plus de 200 000 tonnes de fruits frais par an, soit 60 % du marché européen. À l’échelle mondiale, la Côte d’Ivoire est deuxième après le Costa Rica. Ensemble, ces deux cultures produisent plus de 50 % des ananas du monde.

## Produits

### Cristelor
La Société fruitière du Bandama a créé la boisson populaire Cristelor en 1983. Décrit comme un délice d'ananas pétillant, il est communément appelé « champagne d'ananas ». Le directeur de l'entreprise, Jean Konan Banny, a déclaré que l'idée « lui est venue lorsqu'il a pensé à faire un vin à partir d'ananas » et a été nommée d'après sa petite-fille, Cristel. Il a également proposé une version alcoolisée de la boisson.

## Recherche
En 1987, des scientifiques de l'Institut de recherche sur le renouvellement énergétique (IREN) ont étudié comment créer de l'éthanol à partir d'ananas en Côte d'Ivoire.